# Holløse Station
Holløse Station er et dansk trinbræt i Holløse. Trinbrættet åbnede i maj 1925 som erstatning for Tibirke trinbræt, der samtidig blev nedlagt.